# Simón el Zapatero
Simón de Atenas, más conocido por el nombre de su oficio "el zapatero" (Atenas, siglo IV - siglo III a. C.) fue discípulo directo de Sócrates.

## Biografía
Poco se sabe de este oyente directo de las enseñanzas de Sócrates salvo de la mención que dedica Diógenes Laercio en su conocida Vidas y opiniones y sentencias de los filósofos más ilustres. De profesión zapatero, Simón fue un personaje ateniense del que cabe hacer mención especial por su costumbre de tomar notas de las conversaciones de naturaleza filosófica que mantenía Sócrates con sus discípulos más jóvenes en su taller, mientras trabajaba el cuero. Los jóvenes tenían prohibido el ingreso al Ágora o plaza del mercado, y se reunían entonces con Sócrates en la tienda de Simón, situada justo en el límite. Así, su figura no es tan importante por lo que dijo, que aunque ingenioso no lo podemos llegar a saber con precisión, como por ser considerado el primer oyente de Sócrates que registró textualmente sus conversaciones y las difundió. También añade Laercio que Pericles le prometió una manutención y Simón se negó a aceptarla para sentirse libre. En la actualidad existen pocas referencias y estudios sobre tan peculiar personaje.

## Obra
Afirma Laercio que escribió treinta y tres diálogos o notas compendiadas en una obra que llevó por título "Del correaje", en referencia al contexto en el que se escribieron.